# Centistes parentalis
Centistes parentalis är en stekelart som beskrevs av Sergey A. Belokobylskij 2000. Centistes parentalis ingår i släktet Centistes och familjen bracksteklar. Inga underarter finns listade.